# هويانا بيشتو
هويانا ماتشو بيتشو أو ويانا (كيشوا: «القمة الصغيرة») هو جبل في بيرو ينحني حولة نهر أوروبامبا. ترتفع علي مدينة ماتشو بيتشو الأثرية، أو ما تسمى ب «المدينة المفقودة من الانكا». بنى الإنكا درب ما يصل إلى جانب هويانا بيتشو وبنوا المعابد والمدرجات على قمته. قمة هويانا بيتشو تعلوا حوالي 2720 متر (8920 قدما) فوق مستوى سطح البحر، أو نحو 360 متر (1180 قدم) أعلى من ماتشو بيتشو.
ووفقا لمرشدين محليين، خصص أعلى الجبل لإقامة رئيس الكهنة والعذارى المحلية. كل صباح قبل شروق الشمس، ينزل رئيس الكهنة مع مجموعة صغيرة سيرا على الاقدام إلى ماتشو بيتشو إشارة إلى قدوم يوم جديد. ويقع معبد القمر، واحدة من المعابد الثلاثة الرئيسية في منطقة ماتشو بيتشو، على جانب من الجبل ويقع أيضاً على ارتفاع أقل من ماتشو بيتشو. بجوار معبد القمر الكهف الكبير، آخر معبد مقدس مع البناء بشكل جيد. وغيرها من المعابد المحلية الرئيسية في ماتشو بيتشو هي معبد كوندور ومعبد الشمس.
1. 1 2   https://www.peakbagger.com/peak.aspx?pid=24479. {{استشهاد ويب}}: |url= بحاجة لعنوان (مساعدة) والوسيط |title= غير موجود أو فارغ (من ويكي بيانات) (مساعدة)